# 추부트주
추부트주(스페인어: Provincia del Chubut)는 아르헨티나 남부에 있는 주이다. 면적 224,686 km2, 인구 618,994 (2020). 주도는 라우손이다. 15개 군을 관할한다.
파타고니아 지방에 속하며, 남위 42° 와 46° 사이에 위치한다. 서쪽은 안데스산맥을 경계로 칠레와의 국경을 이루며, 동쪽은 대서양에 면한다. 안데스산맥에서 시작된 추부트 강이 동서로 가로질러간다. 안데스산맥 기슭에는 빙하의 영향을 받은 호수가 많고, 동쪽은 기후가 건조하여 염호가 있다.
17세기에 스페인 식민지가 개척되었으나, 고립된 위치에 있고 기후가 한랭·건조하고 토질이 척박하여 별다른 발전을 이루지는 못했다. 19세기 영국 웨일스에서 건너온 사람들이 추부트 강 유역에 정착하여 양 등의 사육을 하며 개척하였다. 웨일스 이민들이 정착하여 자신들의 식민지 건설을 시도하기도 했으나, 1884년 아르헨티나의 준주가 되었고, 1955년 주가 되었다.
최근 석유가 다량 발견되어 석유 생산으로 경제적으로 부유해지고 있다. 경치가 아름다운 곳이 많아 관광업이 발달하고 있다. 안데스 산맥에는 국립공원이 있으며, 대서양 연안에는 고래와 펭귄이 모여든다. 웨일스 문화가 보존되어 있으며, 웨일스어를 쓰는 사람도 소수 남아 있다.